# Karoo-Nationalpark

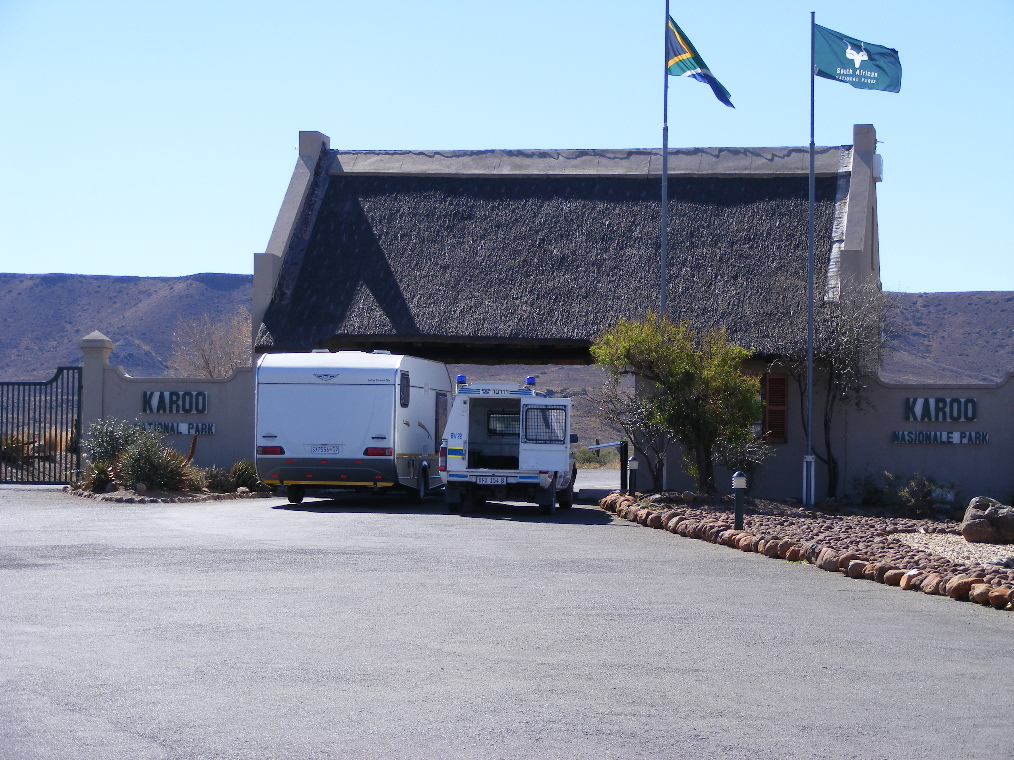
Eingang zum Karoo-Nationalpark bei Beaufort West

Der Karoo-Nationalpark (englisch Karoo National Park) liegt in der Halbwüstenlandschaft der Großen Karoo nahe der Stadt Beaufort West in der Gemeinde Beaufort West, Distrikt Central Karoo, Provinz (Westkap) in Südafrika. 

## Ökosystem
Als größtes Ökosystem Südafrikas beheimatet die Halbwüste der Karoo eine Vielfalt von Lebewesen, die sich den extremen Lebensbedingungen anpassen mussten, um hier zu überleben. Die durchschnittliche Niederschlagsmenge beträgt nur 260 mm im Jahr, die Tageshöchsttemperaturen überschreiten regelmäßig 40 °C, im Winter fällt in den umgebenden Bergen bei Minustemperaturen regelmäßig Schnee. Der Karoo-Nationalpark wird dominiert von den Nuweveld Mountains und einer sanftwelligen Savannenlandschaft, in der heute viele, lange Zeit bereits verschwundene Tierarten wieder heimisch geworden sind.
Aus geologischer und geomorphologischer Sicht befindet sich der Nationalpark im Karoo-Hauptbecken.

## Geschichte
Während der späten 1950er Jahre warb der dort ansässige Landwirt und Vogelfreund William Quinton für die Einrichtung eines Naturschutzgebietes in der Nähe von Beaufort West. Es dauerte jedoch bis in die 1970er Jahre, bis die südafrikanische Nationalparkverwaltung die Einrichtung eines Nationalparks vorschlug, der dem Schutz des Nama Karoo Biome dienen sollte. Die Stadt Beaufort West schenkte daraufhin 7.209 ha gemeindeeigenen Grundbesitz an die staatliche Nationalparkverwaltung. Dieses Gebiet bildete den Kern des 1979 proklamierten Karoo-Nationalparks. Die South African Nature Foundation (SANF) kaufte im Laufe der Jahre noch zusätzliche angrenzende Flächen, bis die heutige Parkgröße erreicht wurde.

## Besonderheiten
Der Nationalpark verzeichnet eine große Vielfalt endemischer Arten. Etliche Tierarten wie Spitzmaulnashorn, Büffel und Kap-Bergzebra wurden hier wieder angesiedelt. Über 20 Paare des Klippenadlers finden hier Schutz zum Brüten. Kleine Reptilien und eine große Anzahl von Pflanzen bereichern das Erscheinungsbild.
- Kaffernadler: Mit rund 20 Brutpaaren gehört der Park zu den Gebieten Afrikas, die den höchsten Bestand dieser Art verzeichnen.
- Schildkröten: fünf verschiedene Arten kommen hier vor. Damit ist der Karoo-Nationalpark das Gebiet mit der höchsten vergleichbaren Artendichte in der Welt.
- Quagga: Der Park unterhält ein Programm zur Dedomestikation des ausgestorbenen Quagga auf Basis des Burchell-Zebras (Sowohl das Quagga als auch das Burchell-Zebra gelten als Unterart des Steppenzebras).
- Kap-Bergzebra: Noch Ende des 20. Jahrhunderts war die Art vom Aussterben bedroht.
- Springbock: das Wahrzeichen des Parks. Die Tiere leben hier in großen Rudeln und erinnern an die riesigen, kilometerlangen Herden, die einst bei den jährlichen Wanderungen die Karoo durchquerten.
- Im Jahr 2010 wurden Löwen aus dem Addo-Nationalpark angesiedelt, die sich gut im Karoo-Nationalpark eingewöhnt haben und sich hier vor allem von Spießböcken ernähren. Die nähere Umgebung des Camps wurde eingezäunt um Sicherheit für die Besucher zu gewährleisten.[2]